# Pedro Garcia de Bragança
Pedro Garcia de Bragança (antes de 1206 - c.1230?) foi um rico-homem e cavaleiro medieval do reino de Portugal.

## Biografia
Pedro era filho primogénito de Garcia Pires de Bragança e da sua esposa, Gontinha Soares de Tougues, pertencendo desta forma a uma das mais notáveis linhagens do Reino de Portugal, os Bragançãos. Esta família reveste-se de especial importância, pois para além do seu domínio incontestável na atual região de Trás-os-Montes, que integrava os seus domínios fronteiriços, que podiam facilmente mudar a fação do reino que apoiava (entre Portugal e Leão), destacava-se a sua reputação de valentes guerreiros. A acrescentar a estas qualidades, e a acreditar nos Livros de Linhagens, o seu trisavô, Fernão Mendes I, teria casado com uma infanta filha de Afonso VI de Leão, dando-lhe desta forma um poder equiparável ao do seu suposto cunhado Henrique de Borgonha.
Apesar de nunca figurar na documentação curial, Pedro foi uma figura de relevo e poder, pois tinha selo próprio, com a representação mais antiga, e talvez a única, das armas dos Bragançãos que hoje se conhece.
As violências que Pedro cometeu, provavelmente devido ao seu caráter rude, tornaram-no também certa maneira célebre, não só no período das Inquirições Gerais, dadas as malfeitorias que cometeu contra os seus dependentes em Mirandela, que reivindicavam a vila de Sezulfe, como também nos posteriores Livros de Linhagens, que lhe desvelam uma relação incestuosa com a própria irmã, Mor Garcia de Bragança, com quem terá tido um filho. 

## Matrimónio e descendência
Da relação fugaz com a sua irmã Mor Garcia de Bragança, resultou um filhoː
- Martim Pires Tavaia (m. antes de 1258), como o pai, foi autor de graves abusos nos locais onde detinha propriedades.

Pedro desposou depois a asturiana Sancha Osores, de quem teveː
- Teresa Pires II de Bragança, desposou João Martins da Maia, e foi barregã do infante Afonso de Molina
- Garcia Pires II de Bragança (m. antes de 1252), terá provavelmente ingressado na Ordem de Avis[3].